# A-10 Tank Killer
A-10 Tank Killer je počítačový simulátor letu vydaný firmou Dynamix. Hra vyšla na platformě MS-DOS v roce 1989, o rok později vyšla na platformě Amiga. Hra byla špatně hodnocená v počítačových časopisech, zejména kvůli grafickému enginu, avšak přispěla k nové verzi Amiga 1.5.
Ve hře hráč sedí u řízení letounu A-10 Thunderbolt II, také známý jako "Warthog" (prase bradavičnaté). Hráč má na výběr mise a kampaně, ve kterých je za cíl zničit tanky, konvoje, mosty nebo silnice.
V roce 1996 Sierra připravila pokračování s názvem Silent Thunder: A-10 Tank Killer II.

## Zákaz
Vzhledem k úrovni násilí vyskytující se ve hře, byl tento název umístěn do indexu hraní zakazující její prodej v Německu . Důvodem pro rozhodnutí bylo, že hra může bombardovat budovy, které jsou většinou obývané lidmi, kteří v důsledku zničení zemřou.